# Споменик „Вечни пламен слободе”
Споменик „Вечни пламен слободе” се налази у Спомен комплексу Спомен-парк Крагујевачки октобар, дело је вајара Драгана Ђорђевића, изграђен 1978. године.
Упалио га је председник СФРЈ Јосип Броз Тито. У континуитету је горео два месеца, затим пуштан повремено, да би потом био потпуно угашен. Обновљен је 21. октобра 2011. године. Више пута је био на мети лопова, укључујући 2011. и 2013. годину, када је украден месингани горионик.